# Dezrobiți
Dezrobiți – wieś w Rumunii, w okręgu Vâlcea, w gminie Frâncești. W 2011 roku liczyła 708 mieszkańców.